# Фервју (округ Банкомб, Северна Каролина)
Фервју (енгл. Fairview, Buncombe County) насељено је место без административног статуса у америчкој савезној држави Северна Каролина.

## Демографија
По попису из 2010. године број становника је 2.678, што је 183 (7,3%) становника више него 2000. године.
| Група             | 2000.         | 2010.         |
| Белци             | 2.415 (96,8%) | 2.495 (93,2%) |
| Афроамериканци    | 11 (0,4%)     | 32 (1,2%)     |
| Азијати           | 13 (0,5%)     | 12 (0,4%)     |
| Хиспаноамериканци | 13 (0,5%)     | 73 (2,7%)     |
| Укупно            | 2.495         | 2.678         |